# Сан Ђовани е Паоло (Казерта)
Сан Ђовани е Паоло је насеље у Италији у округу Казерта, региону Кампанија.
Према процени из 2011. у насељу је живело 510 становника. Насеље се налази на надморској висини од 263 м.